# Lycée international Alexandre-Dumas
Pour les articles homonymes, voir Lycée Alexandre-Dumas (homonymie), Alexandre Dumas (homonymie) et Dumas.
Le lycée international Alexandre-Dumas (arabe : ثانوية الكسندر دوما الدولية) d’Alger est un établissement scolaire français à l'étranger situé à Ben Aknoun en Algérie. Il est sous la gestion directe de l'Agence pour l'enseignement français à l'étranger, accueillant des élèves en classes de maternelle et primaire et en classes de collège et lycée (site du LIAD), installé en Algérie.
En 2022, l'institution scolaire accueille environ 2 100 élèves et 250 personnels répartis sur quatre sites : deux pour Alger, un à Oran et un autre à Annaba. 

## Historique
Héritier d’une longue tradition de coopération éducative, le lycée international Alexandre-Dumas (LIAD) a ouvert ses portes à la rentrée 2002 selon les termes d’une convention bilatérale signée entre la France et l’Algérie en 2001. Le lycée porte le nom d'Alexandre Dumas, un écrivain qui a revendiqué son ambition d’« instruire d’abord ».
En 2021, l'établissement reçoit 2 005 élèves, dont 906 Français. Il compte six classes de sixième, cinquième, quatrième et troisième, six classes de seconde, de première et terminale.
Pour les élèves de nationalité algérienne, l'admission au lycée peut se faire via un concours d'entrée pour la classe de sixième ou via l'obtention du DNB, dans la limite des places disponibles.
Avec dix à vingt demandes pour une place, la pression pour intégrer l'établissement est forte rapporte Le Monde en 2021, qui note que « chaque rentrée scolaire est [...] l’objet de demandes insistantes des cercles dirigeants algériens pour inscrire leurs enfants ». Le ministère algérien des Affaires étrangères transmet en effet à l'ambassade de France en Algérie une liste d'enfants « de diplomates et de hauts fonctionnaires désirant une inscription ».
Entre 2002 et 2022, le LIAD est passé de 180 élèves avec 40 personnels sur un premier site à environ de 2 100 élèves et 250 personnels répartis sur quatre sites, à Alger, Oran et Annaba.

### Site d'Alger
L'école primaire internationale Alexandre Dumas (EPIAD) est ouverte en 2012 sur le site de l'ancien collège Max-Marchand, dans le quartier de Dely Ibrahim d’Alger. En 2018, 700 élèves y sont accueillis, de la moyenne section de maternelle au CM2. Ainsi, c'est l'une des plus grandes écoles du réseau de l'agence pour l'enseignement français à l'étranger.
Un projet prévoit une extension des locaux du LIAD à Alger permettant d'accueillir 210 élèves supplémentaires, l'ouverture d’une salle polyvalente de 200 places, la création d’un pôle scientifique et de langues étrangères, l'ouverture d'un autre restaurant scolaire et administratif, en extérieur la construction de préaux et d’un terrain d'activités sportives et enfin la resructuration des espaces périscolaire et vie scolaire. L'opération concerne une surface de 8 685 m2 avec un coût de l'ordre de 6,3 millions d'euros HT. La livraison est prévue pour 2026. Le projet est une co-conception entre le cabinet d'architecture Terreneuve avec l'architecte Lounès Messaoudi,,.

### Site d'Oran
En septembre 2017, une antenne du LIAD est ouverte à Oran ; elle permet aux élèves de suivre les cours du CP au CM2. L'antenne doit se développer ultérieurement.

### Site d'Annaba
En 2018, l'annexe du lycée international Alexandre-Dumas est ouverte à Annaba avec deux premiers niveaux de CP et de CE1.

## Formation
Les cours y sont dispensés conformément au programme d'études secondaires du ministère de l'Éducation français, de la sixième à la terminale. Il prépare ses élèves au diplôme national du brevet (DNB) et au Baccalauréat.
En 2025, le lycée propose diverses spécialités dans le cadre de la filière générale :
- Histoire-géographie, géopolitique et sciences politiques (HGGSP) ;
- Humanités, littérature et philosophie (HLP) ;
- Langue et littérature étrangère - Anglais ;
- Langue et littérature étrangère - Espagnol ;
- Littérature, langues et cultures de l'Antiquité (LLCA) ;
- Mathématiques ;
- Numérique et sciences informatiques (NSI) ;
- Physique-chimie ;
- Sciences de la vie et de la Terre (SVT) ;
- Sciences économiques et sociales (SES).

Les langues enseignées sont l'anglais, l'arabe, l'espagnol et le latin. L'option internationale du Baccalauréat (OIB) est proposée à partir de la seconde.

## Professeurs notables
- Jérôme Ferrari, professeur de philosophie de 2002 à 2007